# Suzanne Steigenga-Kouwe
Suzanna Elisabeth (Suzanne) Steigenga-Kouwe (Zuidzande, 28 oktober 1920 – Baarn, 8 mei 2017) was een Nederlands politica. Zij was lid van de Eerste Kamer voor de Partij van de Arbeid.

## Leven en werk
Steigenga-Kouwe werd in Zeeuws-Vlaanderen geboren als dochter van de hoofdonderwijzer Willem Johannes Kouwe en de oud-onderwijzeres Anna Lombaard. Zij studeerde van 1938 tot 1943 sociale geografie aan de Universiteit Utrecht en promoveerde aldaar in 1950 op haar proefschrift Zeeuws-Vlaanderen, over haar geboortestreek. Kouwe trouwde in 1947 met de sociaal geograaf en planoloog (en latere hoogleraar) Willem Steigenga. Steigena-Kouwe was voor haar huwelijk werkzaam in het middelbaar onderwijs in Almelo en bij de rijksdienst voor het Nationale Plan, waar zij ontslag nam vanwege haar huwelijk - zoals destijds verplicht was. Zij was vervolgens werkzaam binnen het hoger beroepsonderwijs in Rotterdam en in Amsterdam, verrichtte freelance werkzaamheden op haar vakgebied en was secretaris van de commissie bevolkingsvraagstukken van de Wiardi Beckman Stichting.
Haar politieke loopbaan begon in 1959 toen zij werd gekozen als lid van de gemeenteraad van Rotterdam voor de PvdA. Na een onderbreking in haar politieke loopbaan van 1963 tot 1970 werd zij in 1970 gekozen tot lid van Provinciale Staten van Noord-Holland. Zij was statenlid en fractievoorzitter van de PvdA tot 1977. In 1976 werd zij lid van de Eerste Kamer, een functie die zij tot 1983 zou vervullen. In de Eerste Kamer was zij voorzitter van de vaste commissie voor Ontwikkelingssamenwerking en plaatsvervangend voorzitter vaste commissie voor Landbouw en Visserij.
Op maatschappelijk terrein vervulde Steigenga-Kouwe diverse bestuurlijke functies. Zij was onder meer vicevoorzitter van de Nationale Vrouwenraad en van de Nederlandse Gezinsraad. Zij was bestuurlijk actief voor de Vereniging van Vrijzinnige Hervormden, lid van de raad van toezicht van de VARA, lid van de Centrale Commissie voor de Statistiek en voorzitter van het Koninklijk Nederlands Aardrijkskundig Genootschap (KNAG). Van deze laatste organisatie zou zij in 1975 het erelidmaatschap verkrijgen.
- Biografisch Portaal: 70818964
- Parlement.com: vg09llhkksy3